# Grafika
Grafika (grčki grafein = pisati, urezivati) je grana likovne umjetnosti, ujedno općeniti naziv za postupak i rezultat korištenja neke od grafičkih tehnika pri izradi umjetničkog djela; umnožavanje crteža putem matrice.
Grafika također označava i tipografsko umijeće, tj. rad na umnožavanju pisama i likovnih priloga u tiskarstvu. Budući da likovni izraz u grafici osniva na ekspresivnosti linije i kontrastima crnoga i bijeloga, ovaj naziv u širem smislu obuhvaća i svaki originalni crtež na papiru.

## Grafičke tehnike
Grafika je posredna umjetnička tehnika, tj. ne nastaje izravno potezom na plohi kao crtež, nego crtežom koji se urezuje u neku ploču - tzv. matrice, a zatim se ta ploča premazuje bojom i tiska se na papir te se dobije crtež od boje koja je ušla u utore urezivanja (duboki tisak) ili ploha koje nisu urezane (visoki tisak). Kod visokog tiska crtež je reljefan na ploči, a na papiru nakon otiska neznatno udubljen (drvorez, linorez, tzv. izdignuti bakrorez - einkografija), kod dubokog tiska crtež je na ploči udubljen, a na papiru nakon otiska neznatno reljefan (bakrorez, bakropis, mezzotinta, akvatinta, suha igla, vernis mou, nadorez, cinkorez, itd.), kod plošnog tiska crtež je plošan na ploči i na papiru nakon otiska (monotipija, litografija, reprodukcija na metalnim pločama).
Osim ovih tradicionalnih grafičkih tehnika, u novije doba se koriste digitalne tehnike. 
U svim grafičkim tehnikama osim monotipije, jedna matrica se koristi za umnožavanje, odnosno za izradu više istih primjeraka; svaki grafički otisak s originalne matrice smatra se originalom, pa ga stoga umjetnici redovno popisuju uz oznaku rednog broja tiraža (kao A. P., francuski Aprés la lettre, engleski Author Print; hrvatski A. O., autorski otisak).
Kalkografski otisak naziv je za grafički otisak nastao nakon umjetnikove smrti, ali na temelju originalne sačuvane matrice

## Povijest grafike
Grafika je u Europi poznata od kraja 14. i početkom 15. stoljeća, nakon proširenja proizvodnje papira. Udubljenu reproduktivnu graviru (barorez, bakropis) otkrili su i usavršili zlatari i oružari u 16. i 17. st.

## Poznati grafičari
Neki od najpoznatijih svjetskih grafičara su: Hans Baldung, Jacques Callot, Albrecht Dürer, Rembrandt van Rijn, M. C. Escher, Francisco Goya, Edvard Munch, Auguste Rodin, James McNeill Whistler, Käthe Kollwitz, Andy Warhol

## Vanjske poveznice
- Hrvatska enciklopedija: grafika
- Kabinet grafike Hrvatske akademije znanosti i umjetnosti
- Grafika Hrvatska tehnička enciklopedija, portal hrvatske tehničke baštine. LZMK

- Grafička tehnologija Hrvatska tehnička enciklopedija, portal hrvatske tehničke baštine. LZMK

- Grafička industrija Hrvatska tehnička enciklopedija, portal hrvatske tehničke baštine. LZMK

- Grafički dizajn Hrvatska tehnička enciklopedija, portal hrvatske tehničke baštine. LZMK